# Maytenus ponceana
Maytenus ponceana là một loài thực vật thuộc họ Celastraceae. Đây là loài đặc hữu của Puerto Rico.